# Coupe de France masculine de water-polo 2025
Navigation
2024 2026
Le Trophée Pierre Garsau (Coupe de France de water-polo) est la 4e édition du Trophée Pierre Garsau (et la 27e édition de la Coupe de France masculine de water-polo), compétition à élimination directe mettant aux prises les 8 meilleurs clubs de water-polo du Championnat de France Elite à la mi-saison.
La compétition est exceptionnellement disputée en novembre 2024 en raison d'un calendrier international chargé début 2025. 

## Équipes participantes
Les équipes participant au Trophée Pierre Garsau sont :
- l'équipe hôte
- les 7 meilleures équipes d'Elite 2024-2025 à la mi-saison

| Division          | Clubs                   |
| ----------------- | ----------------------- |
| 1er               | CN Marseille            |
| 2e                | Pays d'Aix Natation     |
| 3e                | Team Strasbourg         |
| 4e                | Sète NEDD               |
| club hôte (et 5e) | Montpellier Water-Polo  |
| 6e                | Stade de Reims Natation |
| 7e                | Taverny SN 95           |
| 8e                | Olympic Nice Natation   |

## Phase finale
|  | Quarts de finale            | Quarts de finale            |                             |                             | Demi-finales           | Demi-finales           |    |  | Finale                      | Finale                      |
|  | Quarts de finale            | Quarts de finale            |                             |                             | Demi-finales           | Demi-finales           |    |  | Finale                      | Finale                      |
|  |                             |                             |                             |                             |                        |                        |    |  |                             |                             |
|  | 17 janvier 2025 2024, 12h00 | 17 janvier 2025 2024, 12h00 |                             |                             | 18 janvier 2025, 20h00 | 18 janvier 2025, 20h00 |    |  | 19 janvier 2025 2024, 18h30 | 19 janvier 2025 2024, 18h30 |
|  | 17 janvier 2025 2024, 12h00 | 17 janvier 2025 2024, 12h00 |                             |                             | 18 janvier 2025, 20h00 | 18 janvier 2025, 20h00 |    |  | 19 janvier 2025 2024, 18h30 | 19 janvier 2025 2024, 18h30 |
|  | CN Marseille                | 18                          |                             |                             | 18 janvier 2025, 20h00 | 18 janvier 2025, 20h00 |    |  | 19 janvier 2025 2024, 18h30 | 19 janvier 2025 2024, 18h30 |
|  | CN Marseille                | 18                          |                             |                             | 18 janvier 2025, 20h00 | 18 janvier 2025, 20h00 |    |  | 19 janvier 2025 2024, 18h30 | 19 janvier 2025 2024, 18h30 |
|  | Taverny SN 95               | 6                           |                             |                             | 18 janvier 2025, 20h00 | 18 janvier 2025, 20h00 |    |  | 19 janvier 2025 2024, 18h30 | 19 janvier 2025 2024, 18h30 |
|  | Taverny SN 95               | 6                           | CN Marseille                | 14                          |                        |                        |    |  | 19 janvier 2025 2024, 18h30 | 19 janvier 2025 2024, 18h30 |
|  | 17 janvier 2025 2024, 20h45 |                             | CN Marseille                | 14                          |                        |                        |    |  | 19 janvier 2025 2024, 18h30 | 19 janvier 2025 2024, 18h30 |
|  |                             | Montpellier Water-Polo      | 13                          |                             |                        |                        |    |  | 19 janvier 2025 2024, 18h30 | 19 janvier 2025 2024, 18h30 |
|  | Montpellier Water-Polo      | Montpellier Water-Polo      | 13                          | 14                          |                        |                        |    |  | 19 janvier 2025 2024, 18h30 | 19 janvier 2025 2024, 18h30 |
|  | Montpellier Water-Polo      |                             |                             | 14                          |                        |                        |    |  | 19 janvier 2025 2024, 18h30 | 19 janvier 2025 2024, 18h30 |
|  | Sète NEDD                   | 12                          |                             |                             |                        |                        |    |  | 19 janvier 2025 2024, 18h30 | 19 janvier 2025 2024, 18h30 |
|  | Sète NEDD                   | 12                          | Team Strasbourg             | 10                          |                        |                        |    |  |                             |                             |
|  | 17 janvier 2025 2024, 13h45 |                             | Team Strasbourg             | 10                          |                        |                        |    |  |                             |                             |
|  |                             | CN Marseille                | 13                          |                             |                        |                        |    |  |                             |                             |
|  | Pays d'Aix Natation         | CN Marseille                | 13                          | 14                          |                        |                        |    |  |                             |                             |
|  | Pays d'Aix Natation         | 18 janvier 2025, 18h15      |                             | 14                          |                        |                        |    |  |                             |                             |
|  | Olympic Nice Natation       | 9                           |                             |                             |                        |                        |    |  |                             |                             |
|  | Olympic Nice Natation       | 9                           | Pays d'Aix Natation         | 12                          |                        |                        |    |  |                             |                             |
|  | 17 janvier 2025 2024, 19h00 | 17 janvier 2025 2024, 19h00 | Pays d'Aix Natation         | 12                          | Match pour la 3e place | Match pour la 3e place |    |  |                             |                             |
|  | 17 janvier 2025 2024, 19h00 | 17 janvier 2025 2024, 19h00 |                             | Team Strasbourg             | Match pour la 3e place | Match pour la 3e place | 13 |  |                             |                             |
|  | Team Strasbourg             | 14                          | 19 janvier 2025 2024, 16h30 | 19 janvier 2025 2024, 16h30 |                        |                        | 13 |  |                             |                             |
|  | Team Strasbourg             | 14                          | 19 janvier 2025 2024, 16h30 | 19 janvier 2025 2024, 16h30 |                        |                        |    |  |                             |                             |
|  | Stade de Reims Natation     | 12                          |                             | Pays d'Aix Natation         | 11                     |                        |    |  |                             |                             |
|  | Stade de Reims Natation     | 12                          |                             | Pays d'Aix Natation         | 11                     |                        |    |  |                             |                             |
|  |                             |                             |                             |                             |                        |                        |    |  | Montpellier Water-Polo      | 7                           |
|  |                             |                             |                             |                             |                        |                        |    |  | Montpellier Water-Polo      | 7                           |

### Quarts de finale
| 17 janvier 2025 | CN Marseille | 18-6                 | Taverny SN 95 |                                          |                                          |
| 12h00           |              | (3-1, 5-1, 5-2, 5-2) |               | Piscine Olympique Angelotti, Montpellier | Piscine Olympique Angelotti, Montpellier |
| 12h00           | (rapport)    |                      |               | Piscine Olympique Angelotti, Montpellier | Piscine Olympique Angelotti, Montpellier |

| 17 janvier 2025 | Pays d'Aix Natation | 14-9                 | Olympic Nice Natation |                                          |                                          |
| 13h45           |                     | (3-0, 4-4, 5-2, 2-3) |                       | Piscine Olympique Angelotti, Montpellier | Piscine Olympique Angelotti, Montpellier |
| 13h45           | (rapport)           |                      |                       | Piscine Olympique Angelotti, Montpellier | Piscine Olympique Angelotti, Montpellier |

| 17 janvier 2025 | Team Strasbourg | 14-12                | Stade de Reims Natation |                                          |                                          |
| 19h00           |                 | (3-3, 4-4, 4-1, 3-4) |                         | Piscine Olympique Angelotti, Montpellier | Piscine Olympique Angelotti, Montpellier |
| 19h00           | (rapport)       |                      |                         | Piscine Olympique Angelotti, Montpellier | Piscine Olympique Angelotti, Montpellier |

| 17 janvier 2025 | Montpellier Water-Polo | 14-12                | Sète NEDD |                                          |                                          |
| 20h45           |                        | (5-3, 3-4, 2-3, 4-2) |           | Piscine Olympique Angelotti, Montpellier | Piscine Olympique Angelotti, Montpellier |
| 20h45           | (rapport)              |                      |           | Piscine Olympique Angelotti, Montpellier | Piscine Olympique Angelotti, Montpellier |

### Demi-finales
| 18 janvier 2025 | Pays d'Aix Natation | 12-13                | Team Strasbourg |                                          |                                          |
| 18h15           |                     | (2-6, 2-4, 3-1, 5-2) |                 | Piscine Olympique Angelotti, Montpellier | Piscine Olympique Angelotti, Montpellier |
| 18h15           | (rapport)           |                      |                 | Piscine Olympique Angelotti, Montpellier | Piscine Olympique Angelotti, Montpellier |

| 18 janvier 2025 | CN Marseille | 14-13                | Montpellier Water-Polo |                                          |                                          |
| 20h00           |              | (4-2, 2-2, 3-5, 5-4) |                        | Piscine Olympique Angelotti, Montpellier | Piscine Olympique Angelotti, Montpellier |
| 20h00           | (rapport)    |                      |                        | Piscine Olympique Angelotti, Montpellier | Piscine Olympique Angelotti, Montpellier |

### Match pour la troisième place
| 19 janvier 2025 | Pays d'Aix Natation | 11-7                 | Montpellier Water-Polo |                                          |                                          |
| 16h30           |                     | (1-2, 3-3, 3-1, 4-1) |                        | Piscine Olympique Angelotti, Montpellier | Piscine Olympique Angelotti, Montpellier |
| 16h30           | (rapport)           |                      |                        | Piscine Olympique Angelotti, Montpellier | Piscine Olympique Angelotti, Montpellier |

### Finale
| 19 janvier 2025 | Team Strasbourg | 10-13                | CN Marseille |                                          |                                          |
| 21h00           |                 | (2-4, 4-2, 2-3, 2-4) |              | Piscine Olympique Angelotti, Montpellier | Piscine Olympique Angelotti, Montpellier |
| 21h00           | (rapport)       |                      |              | Piscine Olympique Angelotti, Montpellier | Piscine Olympique Angelotti, Montpellier |

## Matchs de classement
|  | Demi-finales de classement | Demi-finales de classement |                         |    | Match pour la 5e place      | Match pour la 5e place      |
|  | Demi-finales de classement | Demi-finales de classement |                         |    | Match pour la 5e place      | Match pour la 5e place      |
|  |                            |                            |                         |    |                             |                             |
|  | 18 janvier 2025, 9h30      | 18 janvier 2025, 9h30      |                         |    | 19 janvier 2025 2024, 10h45 | 19 janvier 2025 2024, 10h45 |
|  | 18 janvier 2025, 9h30      | 18 janvier 2025, 9h30      |                         |    | 19 janvier 2025 2024, 10h45 | 19 janvier 2025 2024, 10h45 |
|  | Olympic Nice Natation      | 13                         |                         |    | 19 janvier 2025 2024, 10h45 | 19 janvier 2025 2024, 10h45 |
|  | Olympic Nice Natation      | 13                         |                         |    | 19 janvier 2025 2024, 10h45 | 19 janvier 2025 2024, 10h45 |
|  | Stade de Reims Natation    | 14                         |                         |    | 19 janvier 2025 2024, 10h45 | 19 janvier 2025 2024, 10h45 |
|  | Stade de Reims Natation    | 14                         | Stade de Reims Natation | 15 |                             |                             |
|  | 18 janvier 2025, 11h15     |                            | Stade de Reims Natation | 15 |                             |                             |
|  |                            | Taverny SN 95              | 13                      |    |                             |                             |
|  | Taverny SN 95              | Taverny SN 95              | 13                      | 21 |                             |                             |
|  | Taverny SN 95              |                            |                         | 21 |                             |                             |
|  | Sète NEDD                  | 12                         |                         |    |                             |                             |
|  | Sète NEDD                  | 12                         | Match pour la 7e place  |    |                             |                             |
|  |                            |                            |                         |    |                             |                             |
|  | 19 janvier 2025 2024, 9h00 |                            |                         |    |                             |                             |
|  |                            |                            |                         |    |                             |                             |
|  | Olympic Nice Natation      | 13                         |                         |    |                             |                             |
|  | Olympic Nice Natation      | 13                         |                         |    |                             |                             |
|  | Sète NEDD                  | 14                         |                         |    |                             |                             |
|  | Sète NEDD                  | 14                         |                         |    |                             |                             |

### Demi-finales
| 18 janvier 2025 | Olympic Nice Natation | 13-14                | Stade de Reims Natation |                                          |                                          |
| 9h30            |                       | (4-4, 4-4, 4-5, 1-1) |                         | Piscine Olympique Angelotti, Montpellier | Piscine Olympique Angelotti, Montpellier |
| 9h30            | (rapport)             |                      |                         | Piscine Olympique Angelotti, Montpellier | Piscine Olympique Angelotti, Montpellier |

| 18 janvier 2025 | Taverny SN 95 | 21-12                | Sète NEDD |                                          |                                          |
| 11h15           |               | (7-3, 5-4, 4-2, 5-3) |           | Piscine Olympique Angelotti, Montpellier | Piscine Olympique Angelotti, Montpellier |
| 11h15           | (rapport)     |                      |           | Piscine Olympique Angelotti, Montpellier | Piscine Olympique Angelotti, Montpellier |

### Match pour la septième place
| 19 janvier 2025 | Olympic Nice Natation | 13-14                | Sète NEDD |                                          |                                          |
| 9h00            |                       | (5-2, 2-4, 3-6, 3-2) |           | Piscine Olympique Angelotti, Montpellier | Piscine Olympique Angelotti, Montpellier |
| 9h00            | (rapport)             |                      |           | Piscine Olympique Angelotti, Montpellier | Piscine Olympique Angelotti, Montpellier |

### Match pour la cinquième place
| 19 janvier 2025 | Stade de Reims Natation | 15-13                | Taverny SN 95 |                                          |                                          |
| 10h45           |                         | (2-6, 3-2, 6-1, 4-4) |               | Piscine Olympique Angelotti, Montpellier | Piscine Olympique Angelotti, Montpellier |
| 10h45           | (rapport)               |                      |               | Piscine Olympique Angelotti, Montpellier | Piscine Olympique Angelotti, Montpellier |

## Classement final
| Rang                      | Équipe                  | J | G | P | Bp | Bc | Diff |
| ------------------------- | ----------------------- | - | - | - | -- | -- | ---- |
| Médaille d'or, monde      | CN Marseille            | 3 | 3 | 0 | 45 | 29 | 16   |
| Médaille d'argent, monde  | Team Strasbourg         | 3 | 2 | 1 | 37 | 37 | 0    |
| Médaille de bronze, monde | Pays d'Aix Natation     | 3 | 2 | 1 | 37 | 29 | 8    |
| 4                         | Montpellier Water-Polo  | 3 | 1 | 2 | 34 | 37 | -3   |
| 5                         | Stade de Reims Natation | 3 | 2 | 1 | 41 | 40 | 1    |
| 6                         | Taverny SN 95           | 3 | 1 | 2 | 40 | 45 | -5   |
| 7                         | Sète NEDD               | 3 | 1 | 2 | 38 | 48 | -10  |
| 8                         | Olympic Nice Natation   | 3 | 0 | 3 | 35 | 42 | -7   |